# Pristolepis fasciata
Pristolepis fasciata är en fiskart som först beskrevs av Bleeker, 1851.  Pristolepis fasciata ingår i släktet Pristolepis och familjen Nandidae. IUCN kategoriserar arten globalt som livskraftig. Inga underarter finns listade i Catalogue of Life.